# Keramická hlína
Keramická hlína je speciálně připravená hlína určená k vypalování. Někdy se nazývá i licí hmota. To v případech, kde se nemodeluje, ale ředí vodou a lije do forem. S keramickou hlínou se dá pracovat buďto modelováním, točením nebo litím, kdy vzniká keramický kus. Ten dále schne a následně se pálí. Teplota vypalování  závisí právě na typu hlíny. Většinou však hlíny potřebují nižší teploty, nežli například porcelán. Zbarvení a zrnitost je také vlastností keramické hlíny.